# Theo Albert Stadler

Theo Albert Stadler

Theo Albert Stadler (* 8. August 1910 in Znaim, Mähren; † 7. Mai 1984 in Salzburg(?)) war ein deutscher Politiker (NSDAP).

## Leben und Wirken
Nach dem Besuch der Volksschule und des Gymnasiums wurde Stadler vier Jahre lang an der Bundeslehranstalt für Hochbau in Salzburg ausgebildet. 1931 erwarb er die Matura.
Seit 1932 engagierte Stadler sich hauptamtlich in der NSDAP, der er am 13. Januar 1928 beitrat (Mitgliedsnummer 81.413), während er in die Sturmabteilung (SA) bereits im Mai 1927 und in die Hitlerjugend (HJ) im März 1927 (Mitgliedsnummer 3.621) eingetreten war. 1930 übernahm er Aufgaben als Gauredner, 1932 als Landesredner und 1937 als Reichsstoßtruppredner. Von 1928 bis 1938 sprach er auf über 1.200 Versammlungen. Seit 1930 bekleidete Stadler das Amt eines Kreispropagandaleiters der NSDAP.
In der HJ übernahm Stadler 1927 Aufgaben als Ortsgruppenführer und 1928 als Kreisführer in Salzburg. 1930 wurde er zum Gauführer und 1932 zum Bannführer im Westgau der HJ ernannt. 1933 folgte die Beförderung zum Oberbannführer von Alpenland-West.
1934 übernahm Stadler Aufgaben als Sozialabteilungsleiter und Sonderbeauftragter im Gebiet Thüringen. 1935 wurde er Leiter der Sozial- und Auslandsabteilung im Gebiet Berlin. Von November 1935 bis Dezember 1936 amtierte Stadler als stellvertretender Chef des Grenz- und Auslandsamtes der Reichsjugendführung. Im Januar 1937 wurde er schließlich zum Leiter des Grenz- und Auslandesamtes der Reichsjugendführung berufen. Von 1937 bis 1940 arbeitete Stadler zudem in der Volksdeutschen Mittelstelle.
Von April 1938 bis zum Ende der NS-Herrschaft war Stadler Abgeordneter für das Land Österreich im nationalsozialistischen Reichstag.
Stadler wurde 1940 bei der Reichsjugendführung Beauftragter für das Generalgouvernement. Ab 1941 war er Inspekteur des Reichskommissars für die besetzten Niederlande und erreichte 1942 den Posten eines Gruppenleiters im Reichsministerium für die besetzten Ostgebiete.
Ausweislich eines Fernschreibens Stadlers an die von Gerhard von Mende geführte Abteilung P3 (Fremde Völker bzw. Fremdes Volkstum) des Ostministeriums vom 14. September 1944 war er zu diesem Zeitpunkt Verbindungsführer des Ostministeriums beim Oberkommando Triest.